# Acianthera biceps
Acianthera biceps é  uma espécie de orquídea (Orchidaceae) que existe  no Equador, antigamente subordinada ao gênero Pleurothallis.

## Publicação e sinônimos
- Acianthera biceps (Luer & Hirtz) Luer, Monogr. Syst. Bot. Missouri Bot. Gard. 95: 253 (2004).

Sinônimos homotípicos:
- Pleurothallis biceps Luer & Hirtz, Lindleyana 11: 150 (1996).